# Borce
Borce – miejscowość i gmina we Francji, w regionie Nowa Akwitania, w departamencie Pireneje Atlantyckie.
Według danych na rok 1990 gminę zamieszkiwało 195 osób, a gęstość zaludnienia wynosiła 3 osób/km² (wśród 2290 gmin Akwitanii Borce plasuje się na 982. miejscu pod względem liczby ludności, natomiast pod względem powierzchni na miejscu 82.).